# Gustav Menzel (Politiker)
Gustav Menzel (* 23. Juni 1867 in Zedel / Kreis Sorau, heute Siodło; † 10. Oktober 1930) war ein Politiker und Funktionär von SPD und KPD.

## Leben
Gustav Menzel entstammte als neuntes Kind einer armen Waldarbeiterfamilie. Er erlernte von 1881 bis 1884 in Berlin das Schuhmacherhandwerk. Anschließend ging er auf Wanderschaft und schloss sich 1886 der sozialistischen Bewegung an. Er trat im Jahre 1887 der SPD bei, war Vorstandsmitglied der Berliner Schuhmachergewerkschaft (»Verein zur Wahrung der Interessen der Schuhmacher Berlins und Umgebung«) und 1890 führend am Schuhmacherstreik beteiligt. Wegen seiner politischen Aktivitäten wurde er aus Berlin ausgewiesen. 1898 baute er sich daraufhin in Delitzsch mit einem kleinen Lebensmittelgeschäft (Butter- und Käsehandel) eine neue Existenz auf. Er wurde dort zum Stadtverordneten gewählt. 1904 zog Gustav Menzel nach Bitterfeld, übernahm dort eine Gastwirtschaft (»Restaurant zum Hohenzollern«) und wurde wieder Stadtverordneter. Das Lokal war beliebter Treffpunkt Bitterfelder Arbeitervereine. 1917 trat Gustav Menzel der USPD bei und kam 1919 für die USPD in die Preußische Nationalversammlung. 1920 war er Delegierter des Spaltungsparteitags der USPD, mit deren linkem Flügel ging er im Dezember 1920 zur KPD. Ab 1921 war er für die KPD Abgeordneter im Preußischen Landtag, Mitglied des Zentralvorstandes der Roten Hilfe und Leiter der Juristischen Zentralstelle der KPD-Landtagsfraktion. Ab 1924 war das Hauptfeld seiner Betätigung die Betreuung politischer Gefangener. Aufgrund seines Einsatzes in Gefängnissen und Zuchthäusern wurde Gustav Menzel respektvoll »Vater der Gefangenen« und »Zuchthausonkel« genannt. 
Am 10. Oktober 1930 starb Gustav Menzel. Ihm zu Ehren fanden in Berlin und Halle (Saale) große Trauerkundgebungen statt. Ein Platz in Nietleben, einem Stadtteil von Halle (Saale), trägt den Namen Gustav Menzels.
Sein Sohn Ferdinand Menzel war ebenfalls kommunistischer Funktionär, seit 1923 Redakteur beim »Klassenkampf« in Halle, im April 1924 zu einem Jahr und drei Monaten Festung verurteilt. Während der Festungshaft ist Ferdinand Menzel beim Baden am 14. Mai 1925 ums Leben gekommen.

## Schriften
- Was ist und was will Internationale Rote Hilfe?, Hrsg. vom Exekutivkomitee der Internationalen Roten Hilfe.